# Sugar Ray
Sugar Ray est un groupe de rock américain, originaire de Newport Beach, dans le comté d'Orange, Californie.

## Biographie

### Des débuts à14:59(1986–2000)
Sugar Ray s’est formé en 1992 sous le nom de The Shrinky Dinx avant d’opter pour leur nom définitif à la suite du procès intenté par la Milton Bradley Company (MB), entreprise fabricant les jouets Shrinky Dinks. Leur choix s’est arrêté sur Sugar Ray en référence au boxeur Sugar Ray Leonard.
L'album des débuts intitulé Lemonade and Brownies est publié en 1995. Leurs premières productions sont largement inspirées du funk metal, de la pop, et du rock alternatif. Sugar Ray réalise un premier hit à l’été 1997 avec le titre Fly en collaboration avec l’artiste de reggae Super Cat. Fly ne sonne pas comme le reste de l’album, à cet effet il est régulièrement diffusé sur les ondes. Bien que le single Fly puisse sembler ne pas s'accorder avec le reste de cet album, les influences RnB se retrouvent en particulier sur leur premier album. Cependant en fin d’année 1997, les critiques affirment que Sugar Ray est l’auteur d’un titre d’un jour. Cette même année, le groupe est invité à figurer dans le film La Fête des pères aux côtés de Billy Crystal et de Robin Williams. À noter, ce film est le remake du film français Les Compères. Le succès de Fly tire les ventes de l’album Floored vers le haut, à tel point que l’album se voit certifié double disque de platine par la Recording Industry Association of America.
En 1999, le groupe revient avec 14:59. Le titre Every Morning connaît un destin similaire à celui de Fly durant l’été 1999 et se hisse à la 3e place dans le Billboard Hot 100. Plus tard dans l’année, c’est le titre Someday qui atteint la 7e place du Billboard Hot 100. 14:59 se vend encore mieux que son prédécesseur et est certifié triple disque de platine.

### DeSugar RayàMusic for Cougars(2001–2005)
L’album éponyme de 2001 engendre un nouveau hit When It's Over et atteint le même niveau de ventes que les singles précédents. En 2003, sort In the Pursuit of Leisure, le premier single de l’album Mr. Bartender (It's So Easy) ; le public lui réserve  un accueil mitigé.
En 2005, le groupe sort une compilation incluant deux nouvelles chansons, dont le single Shot of Laughter. En janvier 2006, Sugar Ray ne renouvelle pas son contrat avec Atlantic Records. Le groupe se prend un peu de temps pour souffler et écrit de nouvelles chansons. Le site officiel annonce une nouvelle chanson Into Yesterday figurant sur la bande originale du film Les Rois de la glisse sortie le 5 juin 2007 et dans Surf's Up: A True Story; Hang Six In Theaters le 8 juin 2007. Le groupe se produit à Singapour le 8 août 2007 dans le Singfest, festival de musique international le plus important du pays.
Le 26 mars 2008, sur l’espace MySpace du groupe laisse filtrer une rumeur, confirmée le 16 mai 2008 : le groupe retrouve dans les studios le 19 mai 2008 pour enregistrer leur premier album depuis 2003. Sugar Ray signe un nouveau contrat avec Pulse Recordings avec une distribution  de l’album prise en charge par Fontana Records/Universal. L’album devrait sortir en fin d’année 2008. Sugar Ray fait une apparition  le 18 mai 2008 dans le 16e, et dernier épisode de la troisième saison de la série American Dad! intitulé L’été sera chaud, où ils jouent leur propre rôle et interprètent Fly.
Jason Bernard, ami du groupe et aussi producteur, les signe à son label. Le groupe annonce sa signature avec Pulse Recordings et un nouvel album pour l'année 2009. Le 6 mars 2009, Mark McGrath annonce le titre de leur album, Music for Cougars, qui sera publié le 21 juillet 2009. Le premier single s'intitule Boardwalk.

### Dernières activités (depuis 2010)
Le 22 août 2010, Craig « DJ Homicide » Bullock quitte le groupe. En 2011, Murphy Karges et Stan Frazier sont également partis l'un ne souhaitant plus faire de tournée, et l'autre ayant été recruté par Aaron Rodgers, un quarterback qui a lancé son propre label de rock chrétien. McGrath et Rodney Sheppard resteront les deux seuls membres restants. Le groupe recrute le percussionniste Al Keith, le bassiste Justin Bivona et le batteur Jesse Bivona.
En 2012, McGrath collabore avec Art Alexakis, chanteur du groupe Everclear, pour lancer une tournée spéciale nostalgie des années 1990, sujet sur lequel ils avaient déjà débattus, mais qu'ils considéraient trop prématuré. Finalement, la tournée Summerland voit le jour et fait participer des groupes comme Marcy Playground, Gin Blossoms, et Lit,. La tournée est un succès, et McGrath souhaite en faire un événement annuel. En fin d'année, McGrath confirme la sortie d'un nouvel EP du groupe en janvier 2013, ou avant la tournée d'été en 2013. Au début de 2013, McGrath annonce la tournée Mark McGrath and Friends avec des groupes alternatifs comme Smash Mouth, Spin Doctors, et Vertical Horizon
Sur Spotify à la date du 4 octobre 2015, Fly reste deuxième des écoutes du groupe (9,5 million d'auditions environ), derrière Every Morning - Remastered qui en cumule plus de 13 millions.

## Membres

### Membres actuels
- Mark McGrath - voix, guitare (depuis 1992)
- Rodney Sheppard - guitare, chœurs (depuis 1992)
- Kristian Attard – basse, chœurs (depuis 2016, tournée 2014-2016)
- Dean Butterworth – batterie, percussions, chœurs, programmations (depuis 2016, tournée 2013-2016)

### Anciens membres
- Leor Dimant (DJ Lethal) - DJing (1995-1996)
- Craig Bullock (DJ Homicide) - DJing (1996-2010)
- Murphy Karges (Matthew Murphy Karges) - basse (1992-2012)
- Stan Frazier - batterie, guitare électrique, chœurs (1992-2012)
- Al Keith - percussions (2010–2013)
- Jesse Bivona - batterie, chœurs (2012–2016)
- Justin Bivona - basse, chœurs (2012–2016)

## Discographie

### Albums studio
- 1995 : Lemonade and Brownies
- 1997 : Floored
- 1999 : 14:59
- 2001 : Sugar Ray
- 2003 : In the Pursuit of Leisure
- 2009 : Music for Cougars
- 2019 : Little Yachty

### Singles
| 1995                                                   | "Mean Machine"                    | —   | —  | —  | —  | —  | —   | Lemonade and Brownies     |
| 1996                                                   | Iron Mic                          | —   | —  | —  | —  | —  | 135 | Lemonade and Brownies     |
| 1997                                                   | Fly                               | 1   | 1  | 1  | 29 | 1  | 58  | Floored                   |
| 1997                                                   | RPM                               | —   | —  | —  | —  | 35 | —   | Floored                   |
| 1999                                                   | Every Morning                     | 3   | 1  | 1  | 38 | 1  | 10  | 14:59                     |
| 1999                                                   | Someday                           | 7   | 3  | 3  | —  | 7  | 90  | 14:59                     |
| 1999                                                   | Falls Apart                       | 29  | 7  | 16 | —  | 5  | —   | 14:59                     |
| 2000                                                   | Aim for Me                        | —   | —  | —  | —  | —  | —   | 14:59                     |
| 2001                                                   | When It's Over                    | 13  | 9  | 2  | —  | —  | 32  | Sugar Ray                 |
| 2001                                                   | Answer the Phone                  | 112 | 35 | -  | —  | —  | —   | Sugar Ray                 |
| 2002                                                   | Ours                              | —   | —  | —  | —  | —  | —   | Sugar Ray                 |
| 2003                                                   | Mr. Bartender (It's So Easy)      | —   | 38 | 20 | —  | —  | —   | In the Pursuit of Leisure |
| 2003                                                   | Is She Really Going Out with Him? | —   | 39 | 19 | —  | —  | —   | In the Pursuit of Leisure |
| 2005                                                   | Shot of Laughter                  | —   | —  | —  | —  | —  | —   | The Best of Sugar Ray     |
| 2007                                                   | Into Yesterday                    | —   | —  | —  | —  | —  | —   | Les Rois de la glisse     |
| — signifie que le titre n'est pas entré au classement. |                                   |     |    |    |    |    |     |                           |